# 赖康辉
赖康辉（英语：Robert Lua Khang Wei），马来西亚社运分子及社区组织者 （页面存档备份，存于）。他在2003年博特拉大学校园竞选 （页面存档备份，存于）中选为学生代表 （页面存档备份，存于），并于2005年担任马来西亚青年与学生民主运动 （页面存档备份，存于）（简称学运，DEMA）国际事务秘书 （页面存档备份，存于）。
之后，赖康辉担任第13届吉隆坡暨雪兰莪中华大会堂青年团（简称隆雪华青）团长 （页面存档备份，存于）。